# Imouzzer Kandar
Imouzzer Kandar ou Imouzzer du Kandar (en arabe : إيموزار كندر) est une ville du Maroc, située dans la région de Fès-Meknès dans le Moyen Atlas. Cette localité est connue pour produire une eau minérale naturelle en faible teneur en Sodium, mise en bouteille à Immouzer, sous la marque "aïn Soltane".

## Démographie